# Hesperocorixa lobata
Hesperocorixa lobata är en insektsart som först beskrevs av Hungerford 1925.  Hesperocorixa lobata ingår i släktet Hesperocorixa och familjen buksimmare. Inga underarter finns listade i Catalogue of Life.